# Прапор Кипучого
Пра́пор Кипучого — прапор міста Кипуче Луганської області.
Затверджений 17 червня 2005 року рішенням сесії міської ради. Автори — Андрій Закорцький та Сергій Карташов.

## Опис
З авторського опису прапора:
|  | Квадратне полотнище розділене з нижнього кута від древка до верхнього вільного кута білою смугою (завширшки в 1/4 сторони прапора) на зелений (від древка) та червоний трикутники. На зеленому фоні білий старий дуб з жолудями; на білій смузі — три чорні квадратні грановані ювели. |